# Polycarpa rima
Polycarpa rima is een zakpijpensoort uit de familie van de Styelidae. De wetenschappelijke naam van de soort werd voor het eerst geldig gepubliceerd in 1996 door het echtpaar Claude en Françoise Monniot.